# Валя-Сяке (Ковасна)
Валя-Сяке (рум. Valea Seacă) — село у повіті Ковасна в Румунії. Входить до складу комуни Синзієнь.
Село розташоване на відстані 183 км на північ від Бухареста, 35 км на північний схід від Сфинту-Георге, 61 км на північний схід від Брашова.

## Населення
За даними перепису населення 2002 року у селі проживали 628 осіб, з них 626 осіб (99,7%) угорців. Рідною мовою 626 осіб (99,7%) назвали угорську.